# Gardner Douglas Sports Cars

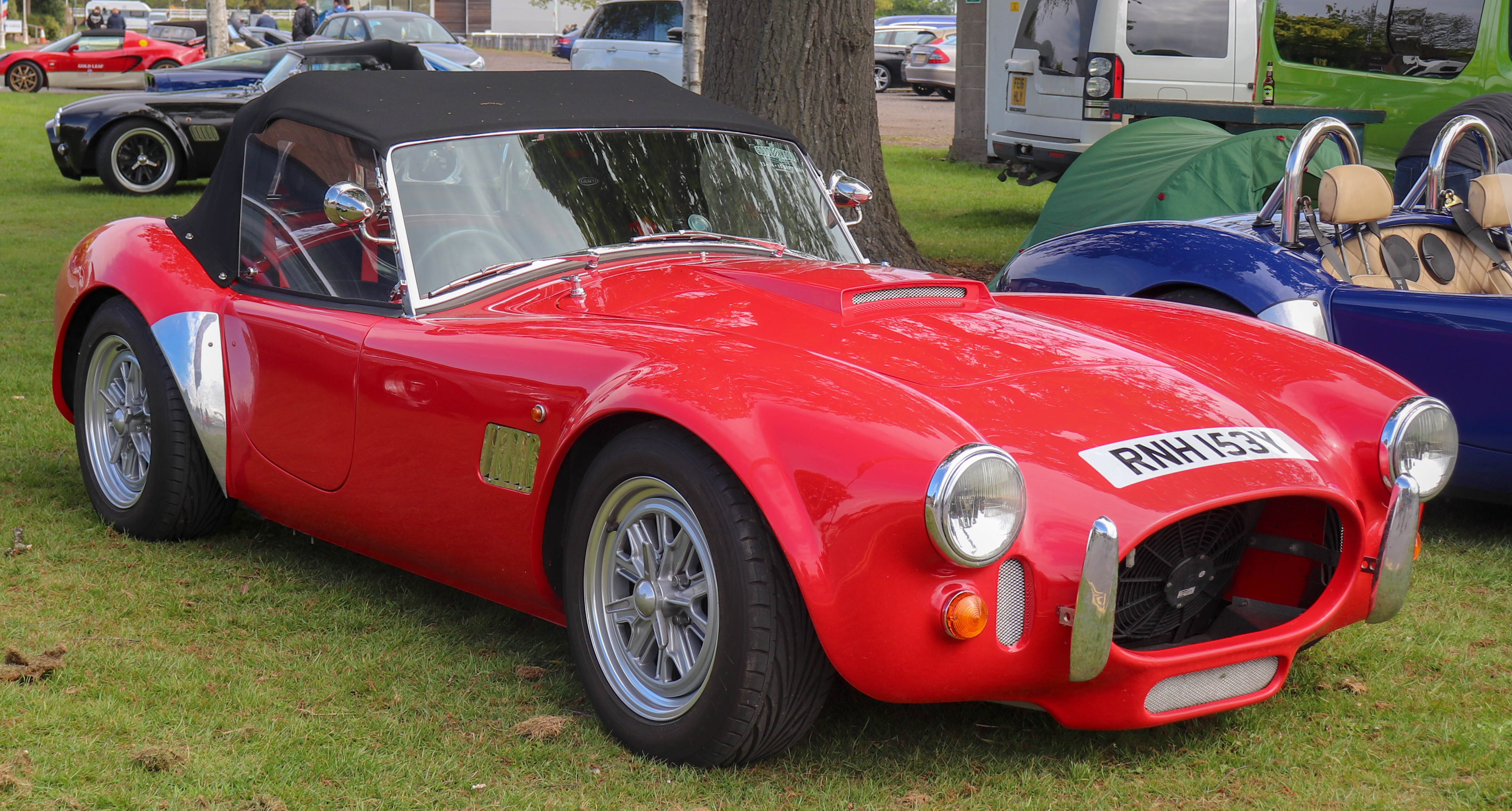
Gardner Douglas GD 427

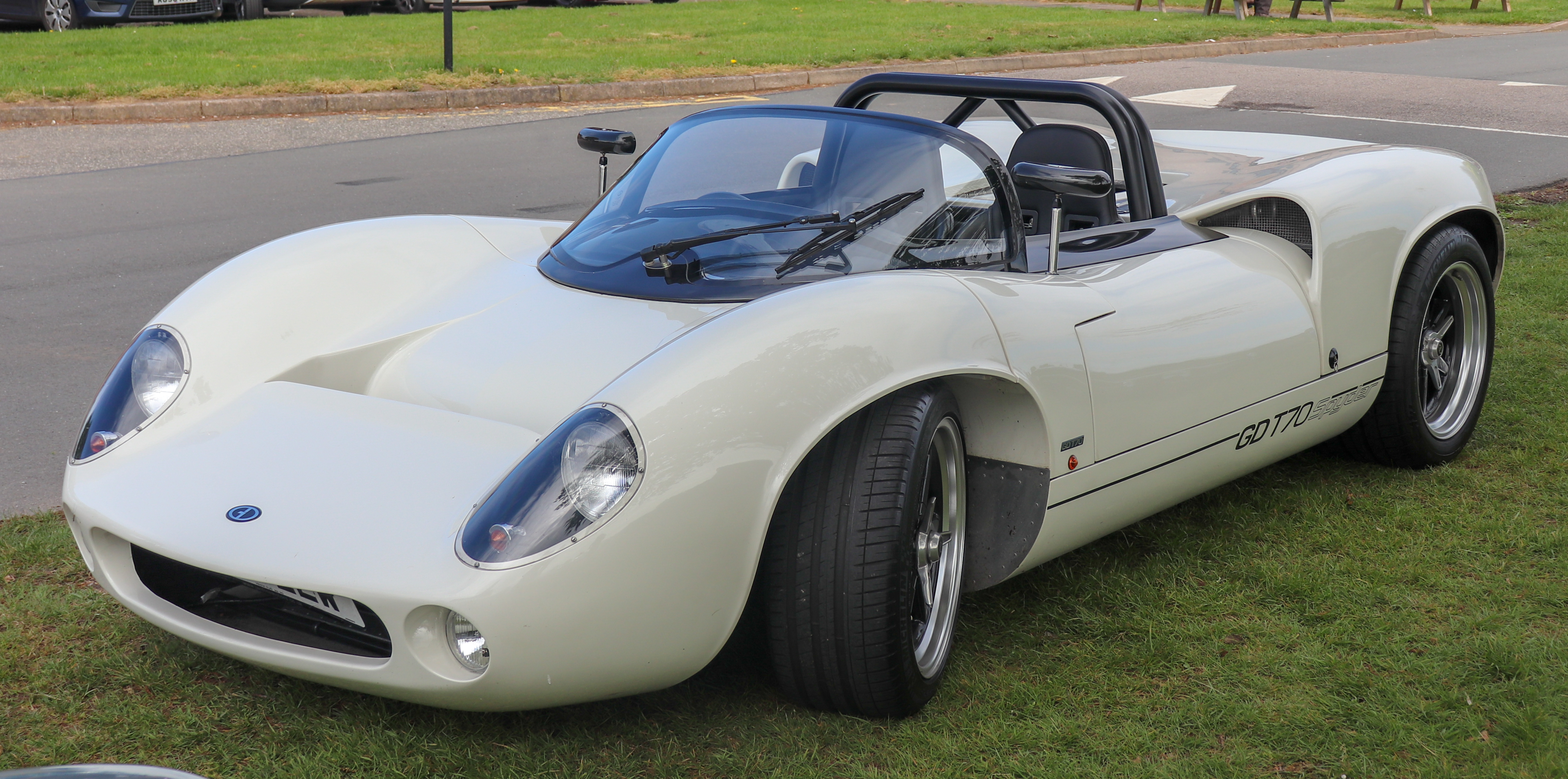
Gardner Douglas T 70

Gardner Douglas Sports Cars ist ein britischer Hersteller von Automobilen.

## Unternehmensgeschichte
Andrew Burrows gründete 1990 das Unternehmen in Bottesford und begann mit der Produktion von Automobilen. Der Markenname lautet Gardner Douglas. Seit 1996 befindet sich der Firmensitz in Newark-on-Trent. Auto Service Friedel aus Hirschaid importierte zeitweise Fahrzeuge nach Deutschland.

## Fahrzeuge
Das erste Modell GD 427 ist nach wie vor erhältlich. Es ähnelt zwar dem AC Cobra, ist aber keine Nachbildung. V6- und V8-Motoren von Ford, Rover und amerikanischen Herstellern mit bis zu 500 PS Leistung treiben die Fahrzeuge an. Die offenen Karosserien bestehen aus Kunststoff und bieten Platz für zwei Personen. Ein Hardtop mit Flügeltüren ist ebenfalls erhältlich.
Seit 2004 ergänzt der GD T 70 das Sortiment. Dies ist ein Rennsportwagen, der dem Lola T 70 ähnelt.